# Stadler Spatz
| Stadler Spatz                                 | Stadler Spatz                                             | Stadler Spatz           | Stadler Spatz                   |
| --------------------------------------------- | --------------------------------------------------------- | ----------------------- | ------------------------------- |
| Betreiber:                                    | ZB                                                        | SNCF                    | TMR                             |
| Einsatzstrecken:                              | Luzern–Giswil/ –Wolfenschiessen, Meiringen–Interlaken Ost | St-Gervais–Le Châtelard | Martigny –Châtelard –St-Gervais |
| Bauartbezeichnung:                            | ABe 130                                                   | Z 850                   | Beh 4/8 (Z 870)                 |
| Nummerierung:                                 | 001–010                                                   | Z 851–856               | 71–72                           |
| Herstellerwerk:                               | Stadler Rail                                              | Stadler Rail            | Stadler Rail                    |
| Anzahl:                                       | 10                                                        | 3 + 3                   | 2                               |
| Baujahre:                                     | 2004–2005                                                 | 2005–2006 2007–2008     | 2011                            |
| Achsformel:                                   | 2’Bo’Bo’2’                                                | 2’Bo’Bo’2’              | 2’Bozz’Bozz’2’                  |
| Spurweite:                                    | 1000 mm                                                   | 1000 mm                 | 1000 mm                         |
| Längsdruckkraft:                              | 800 kN                                                    | 800 kN                  | 800 kN                          |
| Länge über Kupplung:                          | 51,930 m                                                  | 40,878 m                | 40,878 m                        |
| Breite:                                       | 2,65 m                                                    | 2,65 m                  | 2,65 m                          |
| Höhe:                                         | 3,72 m                                                    | 3,62 mm                 | 3,62 mm                         |
| Radstand Triebdrehgestelle: Laufdrehgestelle: | 1900 mm 1800 mm                                           | 2540 mm 1900 mm         | 2540 mm 1900 mm                 |
| Dienstmasse:                                  | 68,5 t                                                    | 61,8 t                  | 70 t                            |
| Höchstgeschwindigkeit: Zahnrad:               | 100 km/h                                                  | 80 km/h                 | 80 km/h 25 km/h                 |
| Kurzzeitleistung:                             | 1150 kW                                                   | 1200 kW                 | 1200 kW                         |
| Nennleistung:                                 | 660 kW                                                    | 696 kW                  | 696 kW                          |
| Anfahrzugkraft (bis 47 km/h):                 | 100 kN                                                    | 130 kN                  | 130 kN                          |
| Treibraddurchmesser (neu): Laufrad (neu):     | 780 mm 685 mm                                             | 780 mm 660 mm           | 868 mm 660 mm                   |
| Zahnradsystem:                                | –                                                         | –                       | Riggenbach                      |
| Stromsystem:                                  | 15 kV, 16,7 Hz ~                                          | 850 V = (Stromschiene)  | 850 V = (Stromschiene)          |
| Anzahl der Fahrmotoren:                       | 4                                                         | 4                       | 4                               |
| Zugbeeinflussung:                             | ZSI 127                                                   | ZSI 90                  | ZSI 90                          |
| Zugheizung:                                   | 1500 V ~ 16,7 Hz                                          |                         |                                 |
| Sitzplätze 1. Klasse: 2. Klasse:              | 19 115 + 14 Klappsitze                                    | – 94 + 9 Klappsitze     | – 94 + 9 Klappsitze             |
| Fußbodenhöhe Niederflur: Hochflur:            | 400 mm 900 mm                                             | 710 mm 930–1100 mm      | 710 mm 930–1150 mm              |
| Einstiegbreite:                               | 1350 mm                                                   | 1600 mm                 | 1600 mm                         |
| Quelle:                                       | [ 3 ] [ 4 ]                                               | [ 5 ] [ 4 ]             | [ 6 ]                           |

Die Stadler Spatz (Schreibweise des Herstellers: SPATZ) für „Schmalspur-Panorama-Triebzug“ sind meterspurige elektrische Panoramatriebzüge des Herstellers Stadler Rail. Die Triebzüge bestehen aus einem vierachsigem, einstiegslosen Panoramatriebwagen, auf den auf beiden Seiten die Steuerwagenmodule mit je einem Laufdrehgestell aufgesattelt sind. Die Beh 4/8 der Transports de Martigny et Régions (TMR) verfügen über einen gemischten Adhäsions- und Zahnradbetrieb. Die Spatz der Zentralbahn (ZB) und der Société nationale des chemins de fer français (SNCF) sind nur mit Adhäsionsantrieb ausgestattet und tragen die Bezeichnungen ZB ABe 130 beziehungsweise SNCF Z 850. Die SNCF setzen die Z 850 auf der Strecke Saint-Gervais–Vallorcine–Le Châtelard ein.

## Geschichte

### Brünigbahn

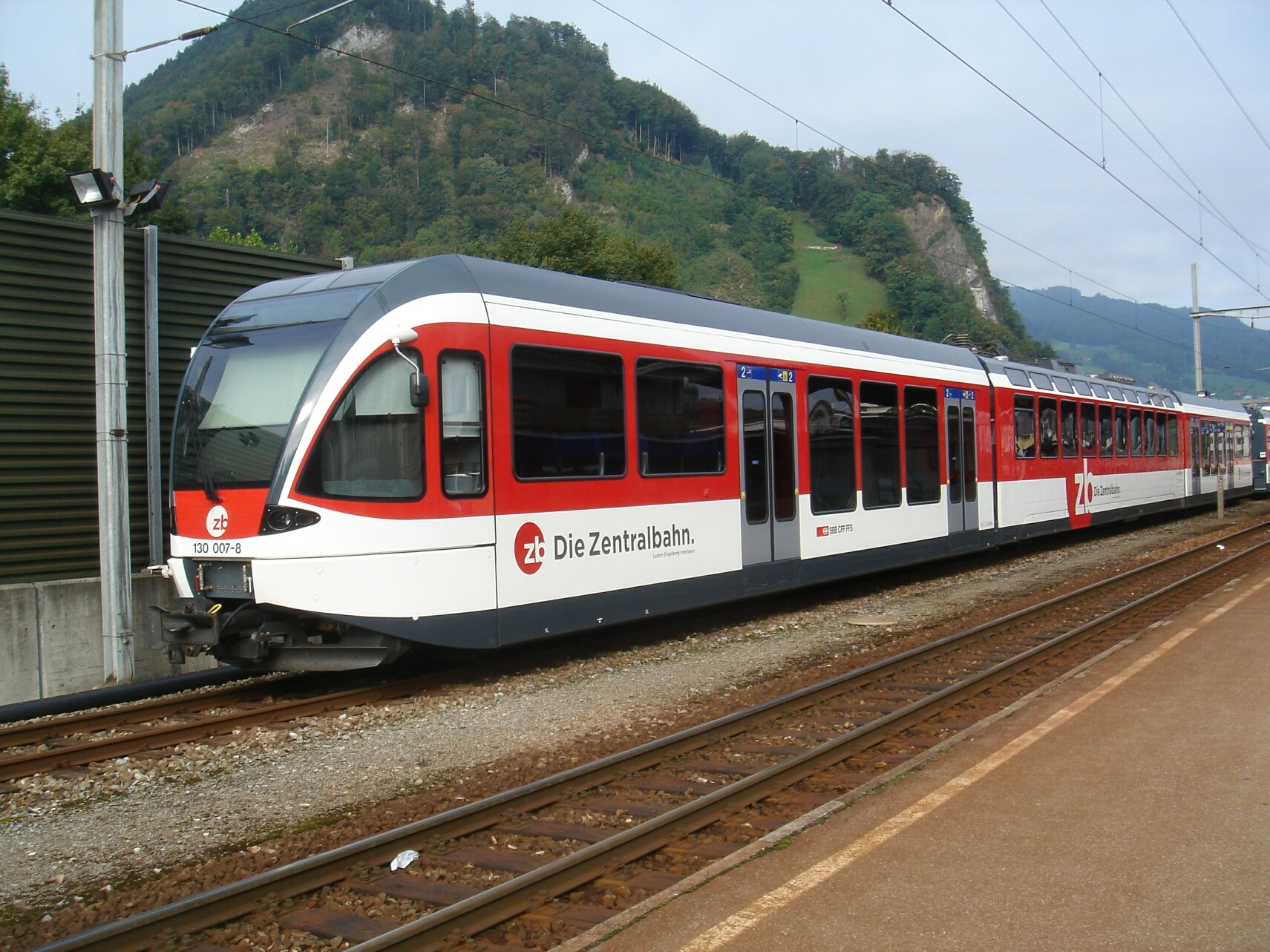
Spatz ABe 130 007 der Zentralbahn in Stansstad

Die Zunahme der Pendler auf den Adhäsionsabschnitten Giswil–Luzern und Meiringen–Interlaken Ost und das veraltete vorhandene Rollmaterial veranlassten die Schweizerischen Bundesbahnen (SBB), für ihre Brünigbahn zehn neue Talpendelzüge für 62 Millionen Franken zu beschaffen. Die SBB benötigten die ersten beiden ABe 130 dringend zum Fahrplanwechsel im Dezember 2004, um den ehrgeizigen Fahrplan zwischen Meiringen und Interlaken einzuhalten.
Zeit- und Kostendruck verhinderten eine Neuentwicklung. Die Bestellung einer Meterspur-Variante der Seetal-Schmaltriebwagen RABe 520 scheiterte an der zu großen Achslast und der zu geringen Leistung der Seetal-GTW. Das Konzept der Spatz beruht auf den Shuttle-Triebzügen BDSeh 4/8 der Matterhorn-Gotthard-Bahn (MGB). Aus dem Shuttle für die sehr speziellen Bedürfnisse der Strecke zwischen Täsch und Zermatt entstand ein Triebzug für die Brünigbahn mit ebenfalls außergewöhnlichen Merkmalen. Die Fahrzeuge für den Regionalverkehr verfügen über einen Panoramawagen, allerdings nur für die Fahrgäste der 2. Klasse. Da er über keine eigenen Türen verfügt, haben ein- und aussteigende Passagiere lange Wege zurückzulegen und behindern sich im langen Gang gegenseitig.

### Mont-Blanc-Strecke der SNCF

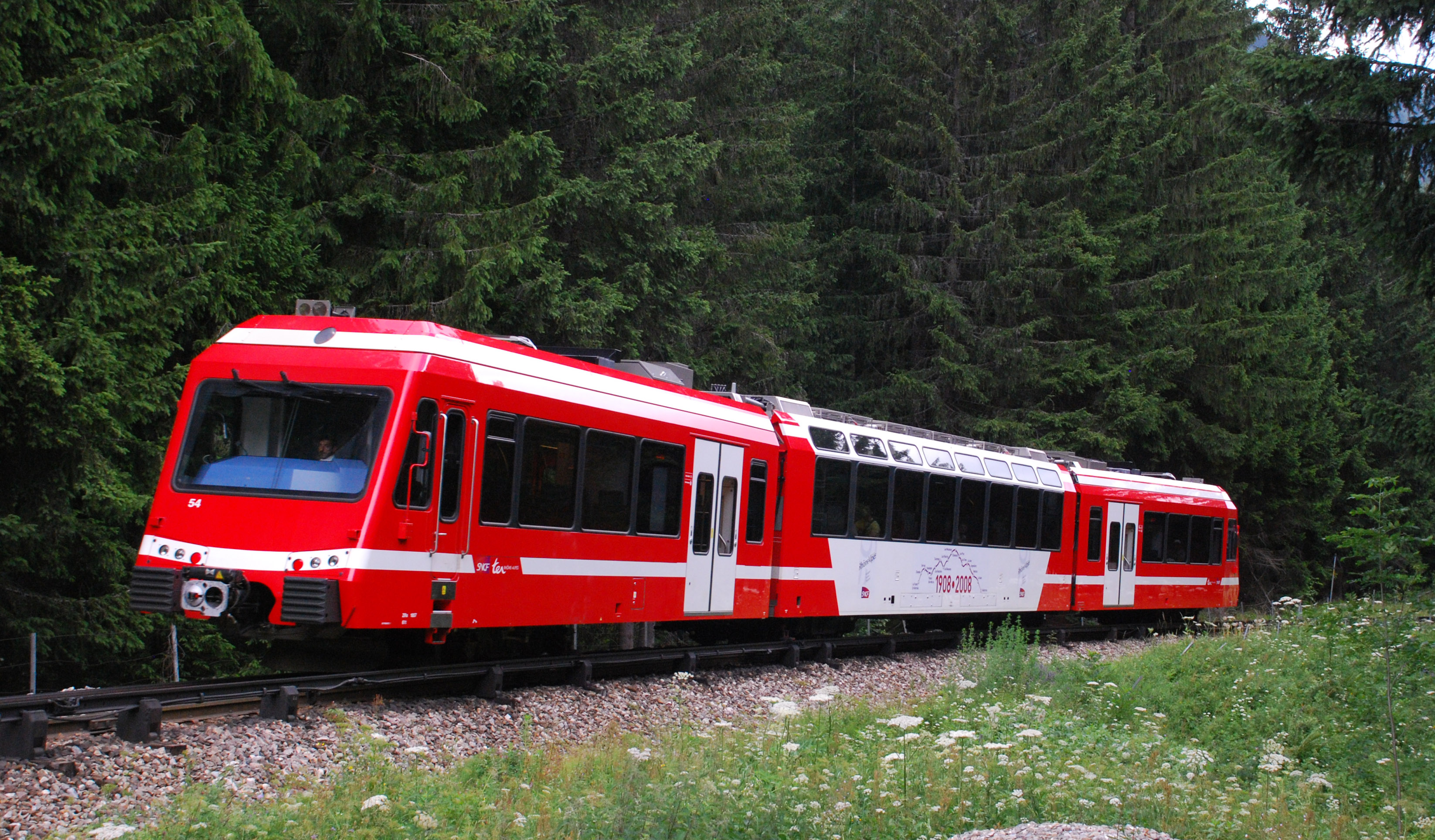
Z 850 der SNCF in La Joux

Im Mai 2003 bestellten die SNCF drei Spatz für die mit seitlicher Stromschiene betriebene Meterspurstrecke St-Gervais–Chamonix–Vallorcine. Der Abschnitt ist Teil der touristisch bedeutsamen Verbindung vom französischen Chamonix nach Martigny in der Schweiz. Die Z 850 der SNCF verjüngten den Fahrzeugpark der Mont-Blanc-Strecke, indem sie die Triebwagen Z 600 ersetzten, und werden für die Verdichtung des Fahrplans benötigt. Die Fahrzeuge der ersten Serie kosteten 15,6 Millionen Euro und wurden durch die Region Rhône-Alpes finanziert. Die drei Züge der zweiten Lieferserie wurden zwischen Oktober 2007 und Februar 2008 abgeliefert.

### Transports de Martigny et Régions

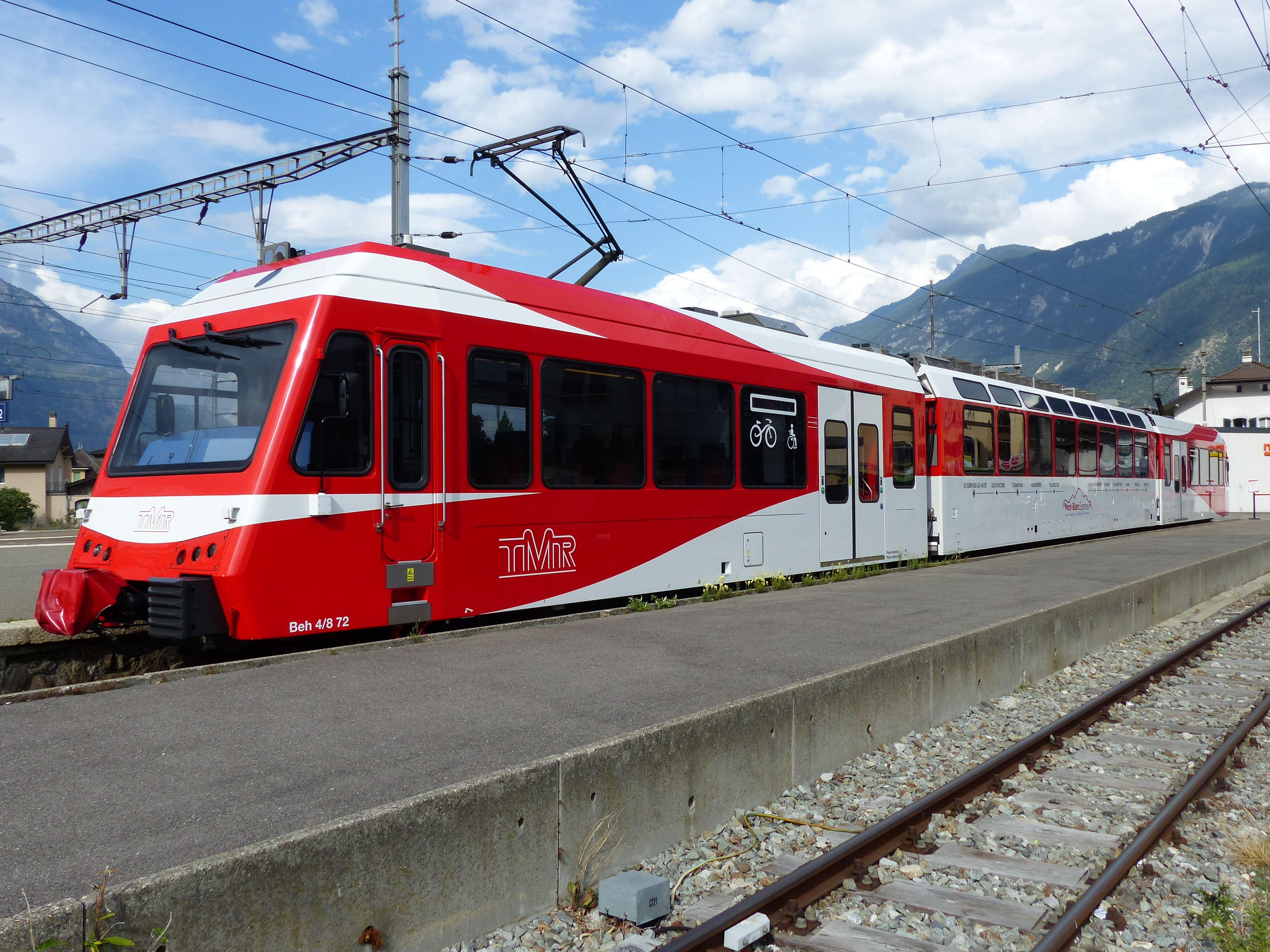
Beh 4/8 72 der TMR im Bahnhof Martigny

Um mehr durchgehende Züge von Martigny nach Chamonix anzubieten, beschafften die Transports de Martigny et Régions (TMR) zwei Spatz für 18,5 Millionen Franken. Die Züge beruhen auf den Z 850 der SNCF, die den französischen Teil der internationalen Schmalspurverbindung betreibt. Im Gegensatz zu ihren Vorgängern verfügen die Beh 4/8 der TMR über einen gemischten Adhäsions- und Zahnradbetrieb, um die ganze Strecke befahren zu können.

## Technik

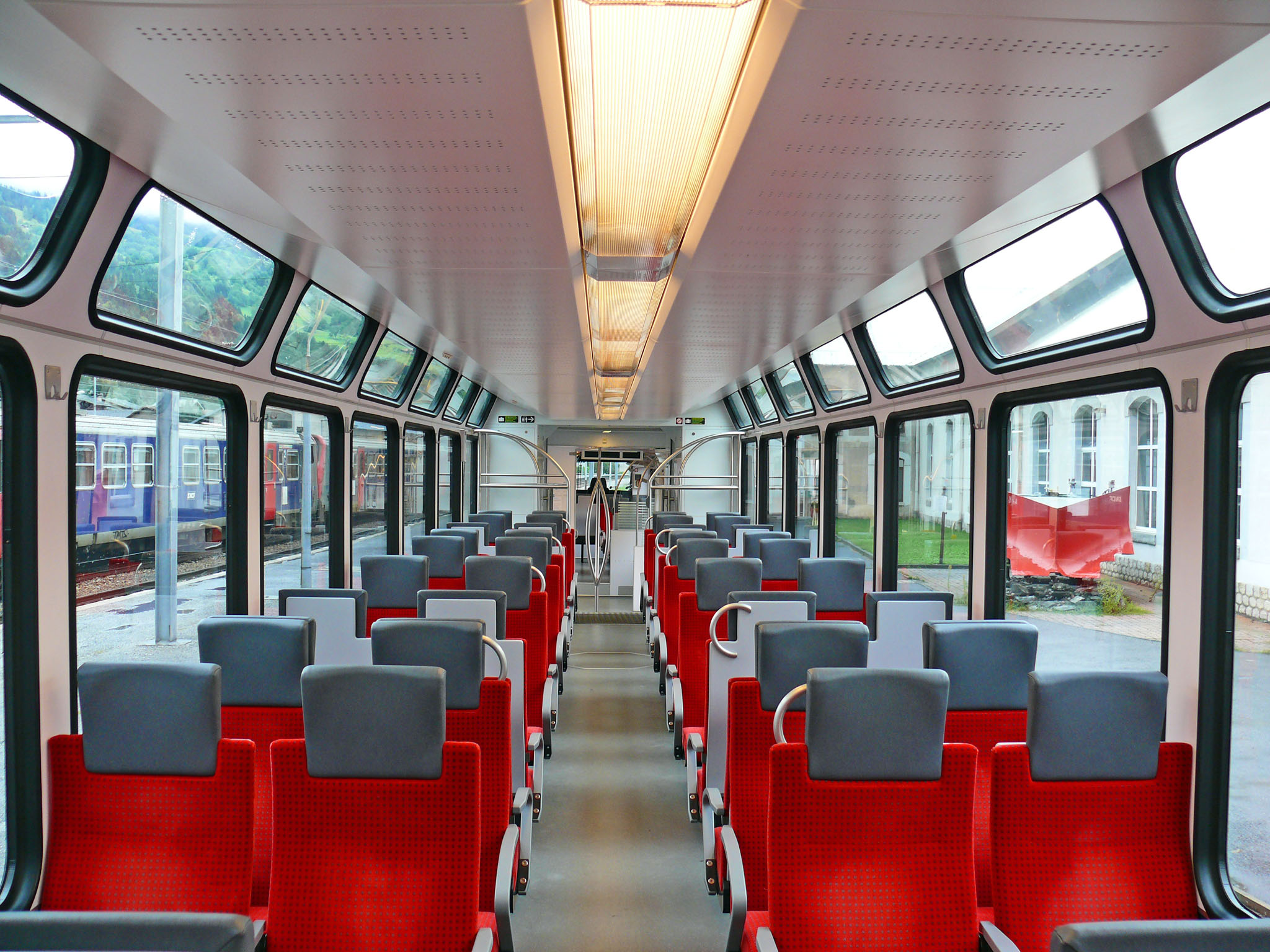
Der Mittelwagen mit den Panoramafenstern, hier eines Z 850, erlaubt den Fahrgästen einen ungehinderten Ausblick auf die Landschaft. Für den Fahrgastwechsel im Luzerner S-Bahn-Betrieb ist der hochflurige Triebwagen ohne Türen hingegen hinderlich.

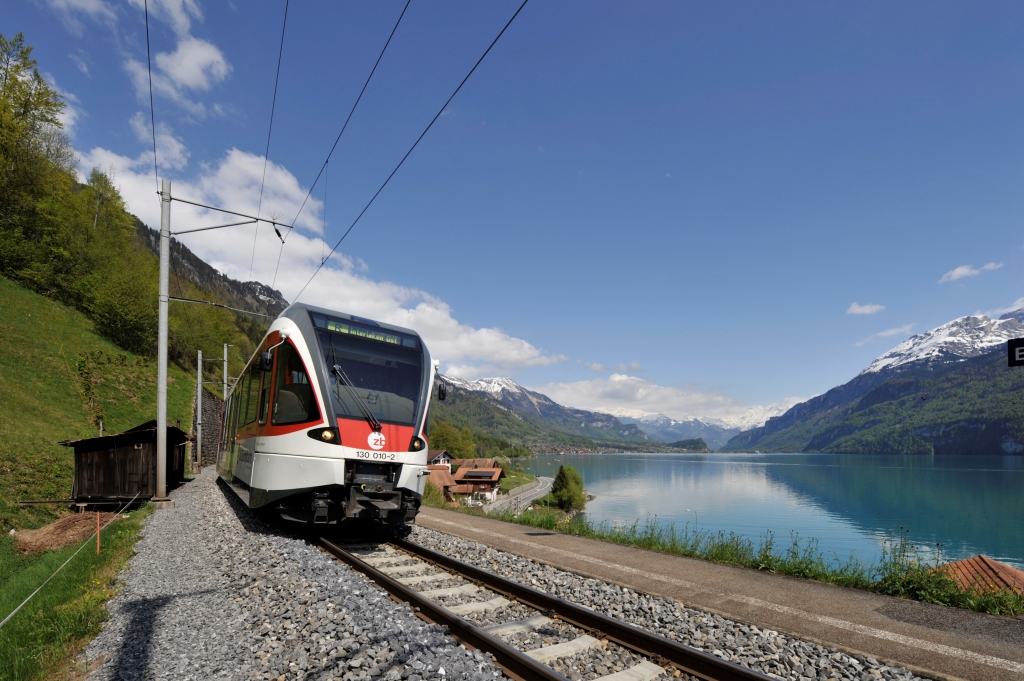
Die Stirnfronten der ABe 130 der Zentralbahn wurden von den Seetal-GTW übernommen.

Wie der Zermatt-Shuttle BDSeh 4/8 besteht der ebenfalls dreiteilige Spatz aus einem in Stahl gebauten hochflurigen Mittelwagen mit Panoramafenstern in der Dachschräge. Weil der Mittelwagen keine Türen aufweist, wäre der Spatz in Ländern mit härteren Brandschutzvorschriften kaum zulassungsfähig. Trotz des Einsatzes im S-Bahn-Verkehr erfolgt der Fahrgastwechsel über die in Aluminiumbauweise gefertigten Steuerwagen. Diese sind über Gelenke auf dem Mittelwagen aufgesattelt und verfügen über ein Laufdrehgestell und einen Niederflurbereich. Eine behindertengerechte Toilette im Zentralbahn-Spatz beansprucht viel Platz in einem der beiden Niederflurabteile. Zwei Türen pro Seite erlauben den Eintritt in die Steuerwagen der ABe 130 der Zentralbahn. Die kürzeren Züge der SNCF und der TMR weisen nur halb so viele Türen auf.
Während die Z 850 und die Beh 4/8 ähnliche Stirnfronten wie die BDSeh 4/8 der Matterhorn-Gotthard-Bahn (MGB) aufweisen, verfügen die ABe 130 der Zentralbahn über Führerkabinen aus glasfaserverstärktem Kunststoff (GFK), die erstmals bei den Seetal-Schmaltriebwagen eingebaut wurden. Sie entwickelten sich unterdessen zu einem Erkennung- und Markenzeichen des Schweizer Herstellers. Die leistungsfähige Antriebsausrüstung ist unter dem Boden des Mittelwagens untergebracht und gewährleistet ein hohes Beschleunigungsvermögen. Sämtliche Drehgestelle sind luftgefedert. Die ABe 130 waren bei der Ablieferung mit klassischen GF-Kupplungen ausgestattet, die Z 850 und Beh 4/8 verfügen über Scharfenbergkupplungen.
Die Wagenkästen der Z 850 und der Beh 4/8 sind wegen der geringeren zulässigen Achslast der Mont-Blanc-Strecke kürzer als bei der Zentralbahn. Zudem mussten die Drehgestelle für die Stromabnahme von der seitlichen Stromschiene angepasst und mit einer Magnetschienenbremse für die Gefälle von 90 ‰ ausgestattet werden. Um die Zulassung zu erhalten, wurden umfangreiche Versuche zur Crash-Tauglichkeit, zum Bremsverhalten und zur Druckfestigkeit des Wagenkastens ausgeführt, wie sie sonst bei Normalspurfahrzeugen üblich sind.
Der Einbau des Zahnradantriebs konnte konstruktiv von den Vorgängerfahrzeugen BDSeh 4/8 der MGB abgeleitet werden, die ebenfalls auf Zahnstangenabschnitten verkehren. Wegen des Zahnradantriebs ist der Fußboden der Beh 4/8 fünf Zentimeter höher als bei den Z 850. Die Mont-Blanc-Strecke der SNCF und schlecht zugängliche Abschnitte der TMR sind mit einer seitlichen Stromschiene ausgestattet. Die TMR entwickelten eine automatische Umschaltung zum Senken der Stromabnehmer am Ende der Oberleitungsabschnitte.

## Betrieb

### Zentralbahn

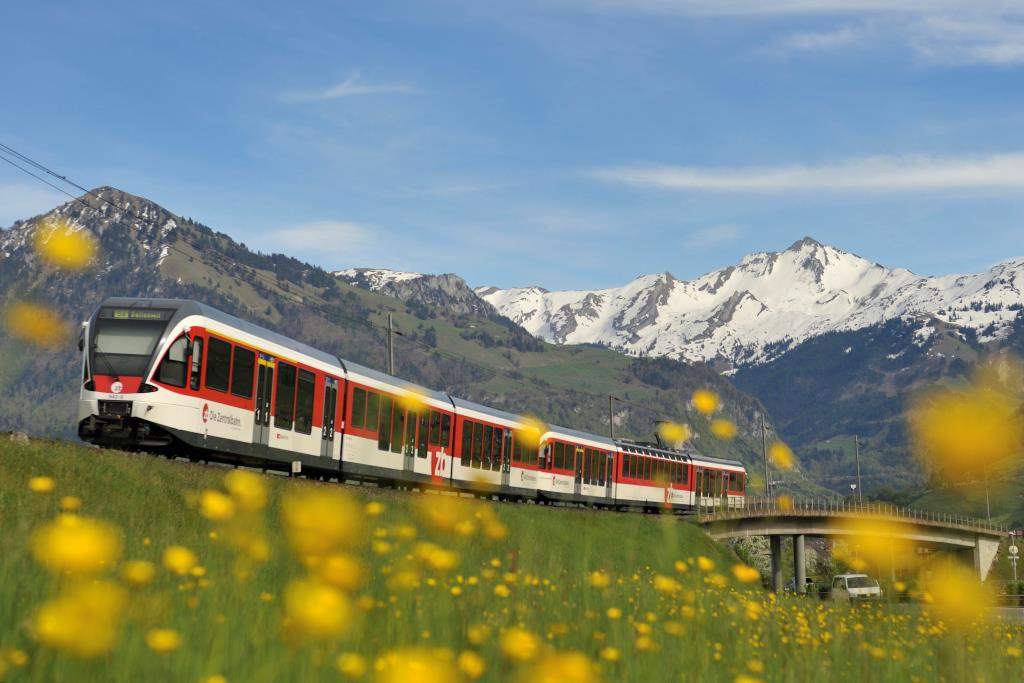
Zug der Zentralbahn mit ABe 130 und Gelenksteuerwagen

Die ABe 130 wurden bis zum Umbau auf Schwab-Kupplungen alleine, zu zweit in Vielfachsteuerung oder mit Steuerwagen auf der S5 Luzern–Giswil der S-Bahn Luzern und zwischen Meiringen und Interlaken Ost eingesetzt. Seit der Fusion der Brünigbahn mit der Luzern-Stans-Engelberg-Bahn (LSE) zur Zentralbahn (ZB) im Jahr 2005 verkehren die Spatz auch auf der S4 Luzern–Wolfenschiessen. Bis 2016 dienten die ursprünglich vom RBS stammenden ABt 931–932, die von der LSE stammenden ABt 925–930 oder die von der Brünigbahn umgebauten ABt 901–905 je zusammen mit einem Zweitklasswagen als Verstärkungsmodule. Von 2007 bis 2010 verkehrten die Spatz zudem mit den drei neuen Niederflur-Gelenksteuerwagen ABt 941–943. Die ursprünglich für den Einsatz nach Engelberg bestimmten dreiteiligen Steuerwagen konnten bis zur Eröffnung des Tunnels Engelberg nicht zum Klosterdorf fahren und wurden zusammen mit den ABe 130 auf den Talstrecken eingesetzt, womit teure Spatz-Doppeltraktionen vermieden wurden. Seit der Eröffnung des Engelberg Tunnels konnte noch einer der drei Gelenksteuerwagen ABt 941–943 als Verstärkungsmodul zu den ABe 130 verwendet werden.
Auf eine Nachbestellung der Spatz verzichtete die Zentralbahn. Stattdessen wurden fünf weitere dreiteilige Fink-Triebzüge ABeh 161 mit Zahnradantrieb beschafft, um die zweiteiligen Verstärkungsmodule aus Altbaufahrzeugen abzulösen. Damit die Spatz mit den Fink kuppelbar sind, mussten im Verlaufe des Jahres 2016 die GF-Kupplungen der ABe 130 gegen Schwab-Kupplungen getauscht und die Vielfachsteuerung angepasst werden. Seither ist ein Betrieb mit Steuerwagen nicht mehr möglich. Die SPATZ-Triebzüge werden seither allein, in Vielfachsteuerung zu zweit oder zusammen mit einem FINK eingesetzt.
Ab 2020 sollen die zehn ABe 130 der Zentralbahn nach 15 Jahren Betrieb einen Refit durchlaufen. Dabei werden die Türsysteme, Leitsysteme, Fahrgast-Informationssysteme, Pneumatiksysteme sowie der Fußboden, Korrosionsschäden und die Toiletten aufgearbeitet. Die Arbeiten sollten ursprünglich durch das SBB-Werk Olten ausgeführt werden. Es wurde jedoch entschieden, die Fahrzeuge selbst zu revidieren, weshalb eine neue Instandhaltungshalle in Stansstad gebaut wurde. Nach einem Vorausfahrzeug sollen von 2021 bis 2023 die Fahrzeuge revidiert werden.

### Strecke Saint-Gervais–Martigny der SNCF und der TMR

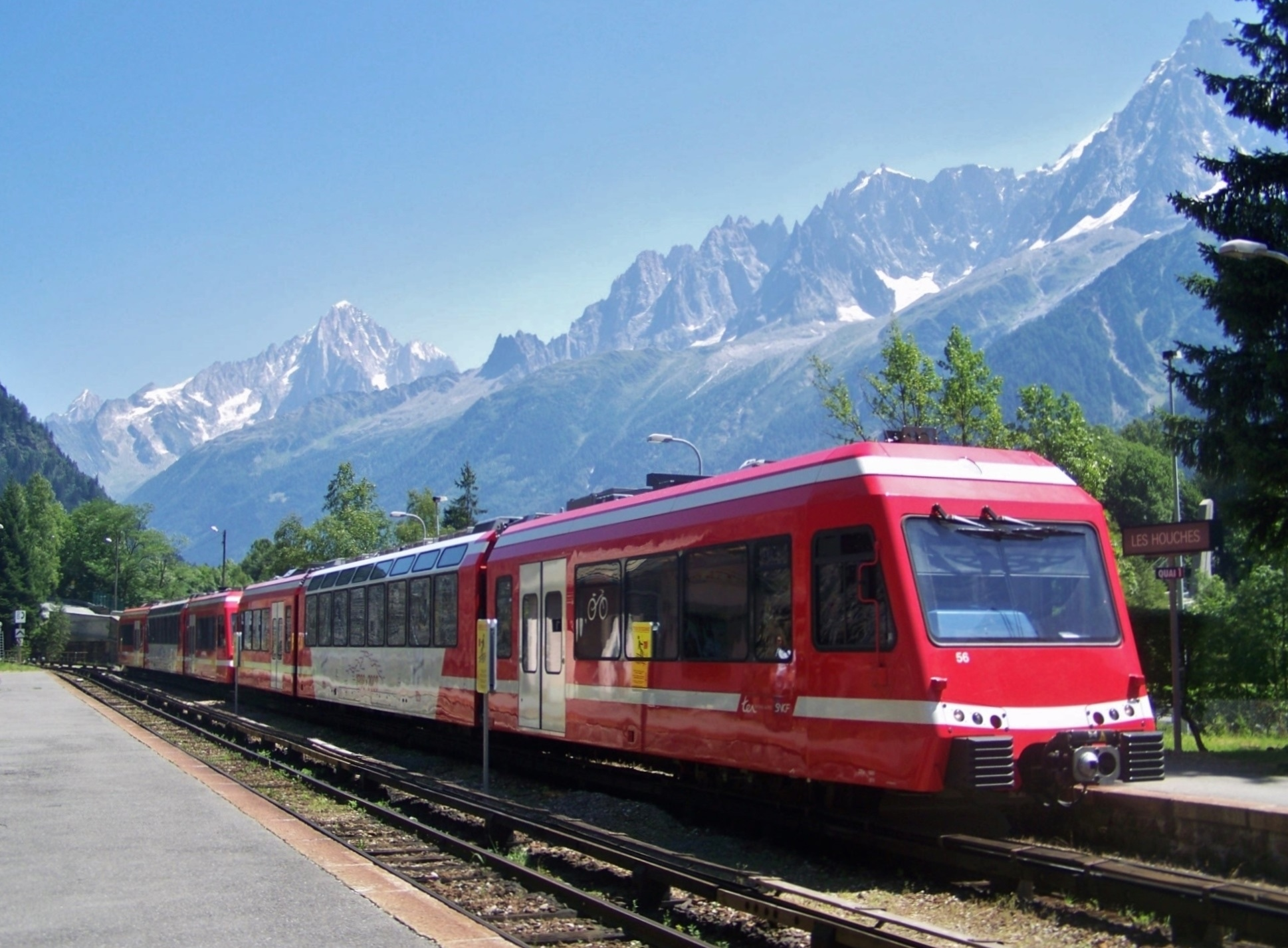
Zwei Z 850 in Doppeltraktion beim Zwischenhalt in Les Houches

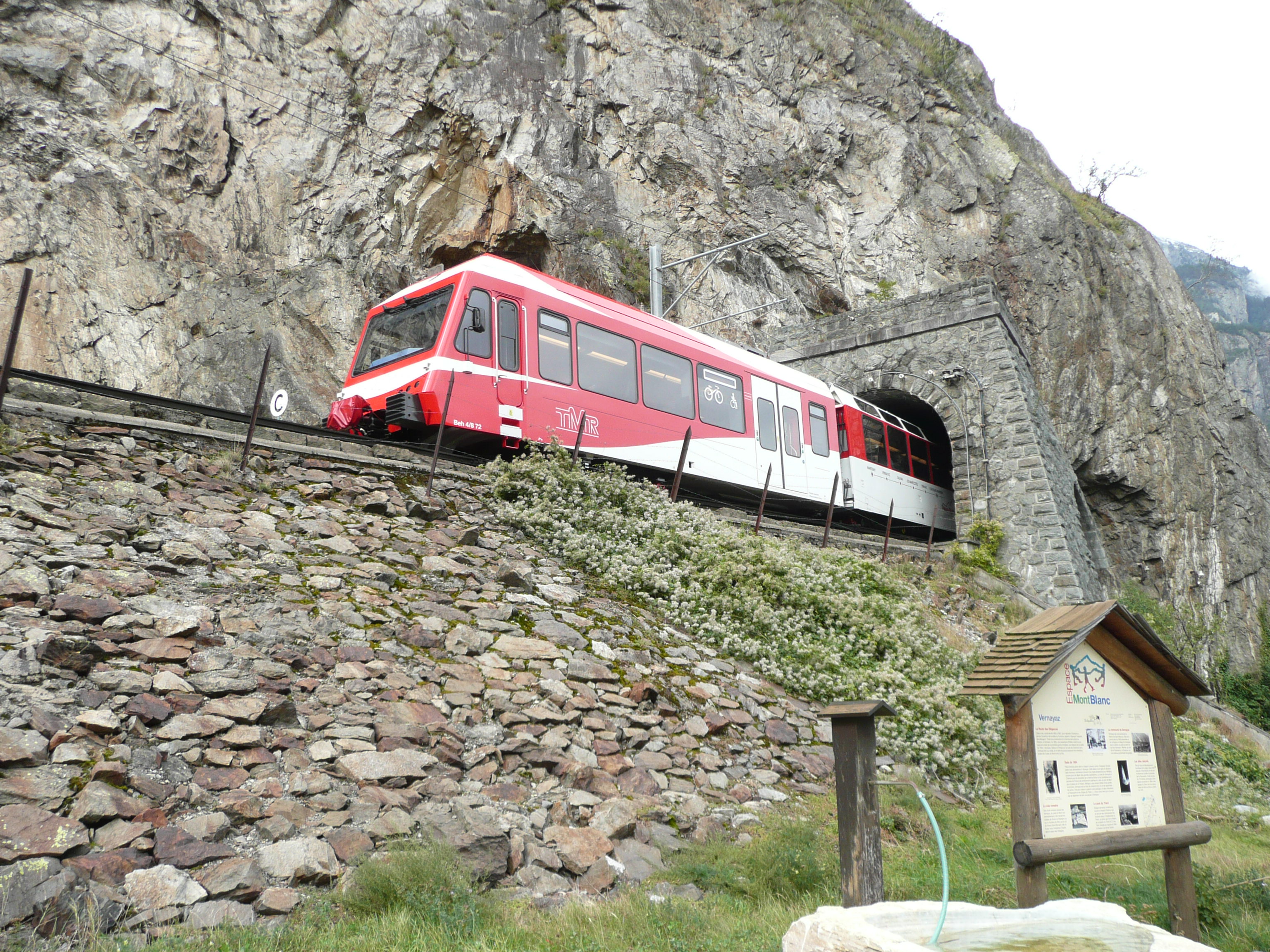
Be 4/8 der TMR am Beginn des Zahnstangenabschnittes bei Vernayaz

Die Fahrzeuge der SNCF werden vor allem auf dem Abschnitt Chamonix–Vallorcine eingesetzt. Weil die Zahnradausrüstung fehlt, können sie nicht nach Martigny gelangen. Während den Sommer- und Winterferien verkehren die Z 850 in Doppeltraktion, um der großen Nachfrage zu genügen. Die Endwagen sind als Baureihe ZRx 1850 bezeichnet und tragen eigene Betriebsnummern. Die Kompositionen tragen die Nummern ZRx 1851 + Z 851 + ZRx 1852, ZRx 1853 + Z 852 + ZRx 1854 usw.
Im Oktober 2009 verkehrte der Z 855 versuchsweise auf der Strecke der schweizerischen Transports de Martigny et Régions (TMR) bis nach Salvan, um in Hinblick auf die geplante Beschaffung der Beh 4/8 durch die TMR die Stromabnahme über die seitliche Stromschiene zu testen.
Als schwierig erwies sich die Zulassung der TMR-Züge. Der erste Spatz wurde im April abgeliefert, die definitive Schweizer Betriebsbewilligung wurde erst 2012 erteilt. Bis zum 2. Dezember 2015 warteten die TMR auf die Inbetriebnahmegenehmigung für die in Frankreich als Z 870 bezeichneten Züge. Dies hat dann den angespannte Rollmaterialbestand auf der internationalen Meterspurstrecke etwas entlastet. Die beiden Beh 4/8 stellen zusammen mit den Z 800 der SNCF und den baugleichen BDeh 4/8 21–22 der TMR die durchgehenden Verbindungen von Martigny nach Chamonix und Saint-Gervais sicher.

## Namen
Aufgelistet sind nur die getauften Fahrzeuge:
| Zentralbahn | Zentralbahn      |
| Nummer      | Name             |
| ----------- | ---------------- |
| 130 001     | Haslital         |
| 130 002     | Pilatus          |
| 130 003     | Brisen           |
| 130 004     | Stanserhorn      |
| 130 008     | Mörlialp         |
| 130 010     | Brienzer Rothorn |

| SNCF | SNCF                |
| Nr.  | Name                |
| ---- | ------------------- |
| 851  | St-Gervais Mt-Blanc |
| 852  | Chamonix Mt-Blanc   |
| 853  | Vallorcine          |